# 福岡県立糸島農業高等学校
福岡県立糸島農業高等学校（ふくおかけんりつ いとしまのうぎょうこうとうがっこう）は、福岡県糸島市前原西三丁目にある県立農業高等学校。福岡県最西端の高校である。

## 沿革
- 1902年 - 福岡県糸島郡立実業補習学校が設立。
- 1903年 - 糸島郡立農学校と改称。
- 1923年 - 県立に移管し、福岡県立糸島農学校と改称。
- 1948年 - 学制改革により、福岡県立糸島農業高等学校と改称。
- 1949年 - 福岡県立安貞高等学校と改称。
- 1951年 - 農村家庭科、福吉分校を設置。
- 1955年 - 福岡県立糸島農業高等学校と改称。
- 1956年 - 園芸科を設置。定時制農業科を募集停止とする。
- 1962年 - 食品化学科を設置。
- 1963年 - 農村家庭科を生活科とする。
- 1965年 - 福吉分校を廃止。
- 1989年 - 農業科と食品化学科を募集停止し、農業技術科と食品科学科を設置。
- 1990年 - 園芸科を募集停止し、農業経済科を設置。
- 1992年 - 生活科を募集停止し、生活科学科を設置。
- 2002年 - 創立100周年記念式典を挙行。

## 校訓
- 勤労努力
- 和衷協同
- 研究啓発

## 校歌
- 作詞：田中竹治
- 作曲：陸軍戸山学校音楽隊

## 設置学科
- 動植物活用科
- 園芸技術科
- 食品科学科
- 生活科学科

## 通学区域
福岡県内全域。

## 最寄り駅など
- 筑肥線 筑前前原駅